# اتان انیس
اتان انیس (انگلیسی: Ethan Ennis؛ زادهٔ ۱۱ دسامبر ۲۰۰۴) بازیکن فوتبال است.